# Völkischer Beobachter
El Völkischer Beobachter o VB (en español: El Observador Popular) fue el periódico oficial del Partido Nacionalsocialista Alemán de los Trabajadores (NSDAP) desde 1920 hasta el final de la Segunda Guerra Mundial, en 1945. El Völkischer Beobachter constituyó uno de los principales diarios de la Alemania nazi junto a los diarios Das Reich y Der Stürmer.

## Historia
El periódico tuvo sus orígenes como el Münchner Beobachter ("El Observador de Múnich"), el cual fue adquirido en 1918 por la Sociedad Thule y en agosto de 1919 pasó a llamarse Völkischer Beobachter. El NSDAP lo compró en diciembre de 1920 por iniciativa de Dietrich Eckart, quien fue su primer editor. En 1921, Adolf Hitler adquirió todas las acciones de la compañía, convirtiéndose en el único propietario de la publicación. Durante 25 años fue parte de la fachada pública oficial del Partido Nazi. En su primera edición de 1920 apareció como semanario, pasando a ediciones diarias a partir del 8 de febrero de 1923.
La circulación del periódico se inició con 8000 ejemplares y se incrementó a 25 000 en otoño de 1923 debido a la fuerte demanda durante la ocupación del Ruhr. Ese año, Alfred Rosenberg se convirtió en su editor. Con la prohibición del NSDAP después del Putsch de Múnich del 9 de noviembre de 1923, el diario dejó de circular, apareciendo nuevamente en la refundación del partido el 26 de febrero de 1925. Mientras Hitler tuvo prohibido dar discursos en público, el periódico se convirtió en el principal medio para propagar sus puntos de vista. La circulación creció a la par del éxito del Movimiento Nazi, llegando a 120 000 en 1931 y a 1 700 000 en 1944. La última edición del norte de Alemania data del 27 de abril y la del sur es del 30 de abril de 1945, pocos días antes de la rendición alemana en la Segunda Guerra Mundial. Después de esta fecha, el Völkischer Beobachter dejó de publicarse. 
La publicación llevó como titular perenne el lema "Diario de combate del Movimiento Nacionalsocialista de la Gran Alemania" (en alemán: Kampfblatt der nationalsozialistischen Bewegung Großdeutschlands). El VB fue junto al "Das Reich" uno de los principales órganos divulgativos del Gobierno nazi.

## Redactores jefe
- Hansjörg Maurer (1919 - 25 de diciembre de 1920)
- Hugo Machhaus (25 de diciembre de 1920 - 15 de mayo de 1921)
- Hermann Esser (15 de mayo - 12 de agosto de 1921)
- Dietrich Eckart (12 de agosto de 1921 - marzo de 1923)
- Alfred Rosenberg (1923 - 1938)
- Wilhelm Weiß (1938 - 1945)